# Nicholas Murray Butler

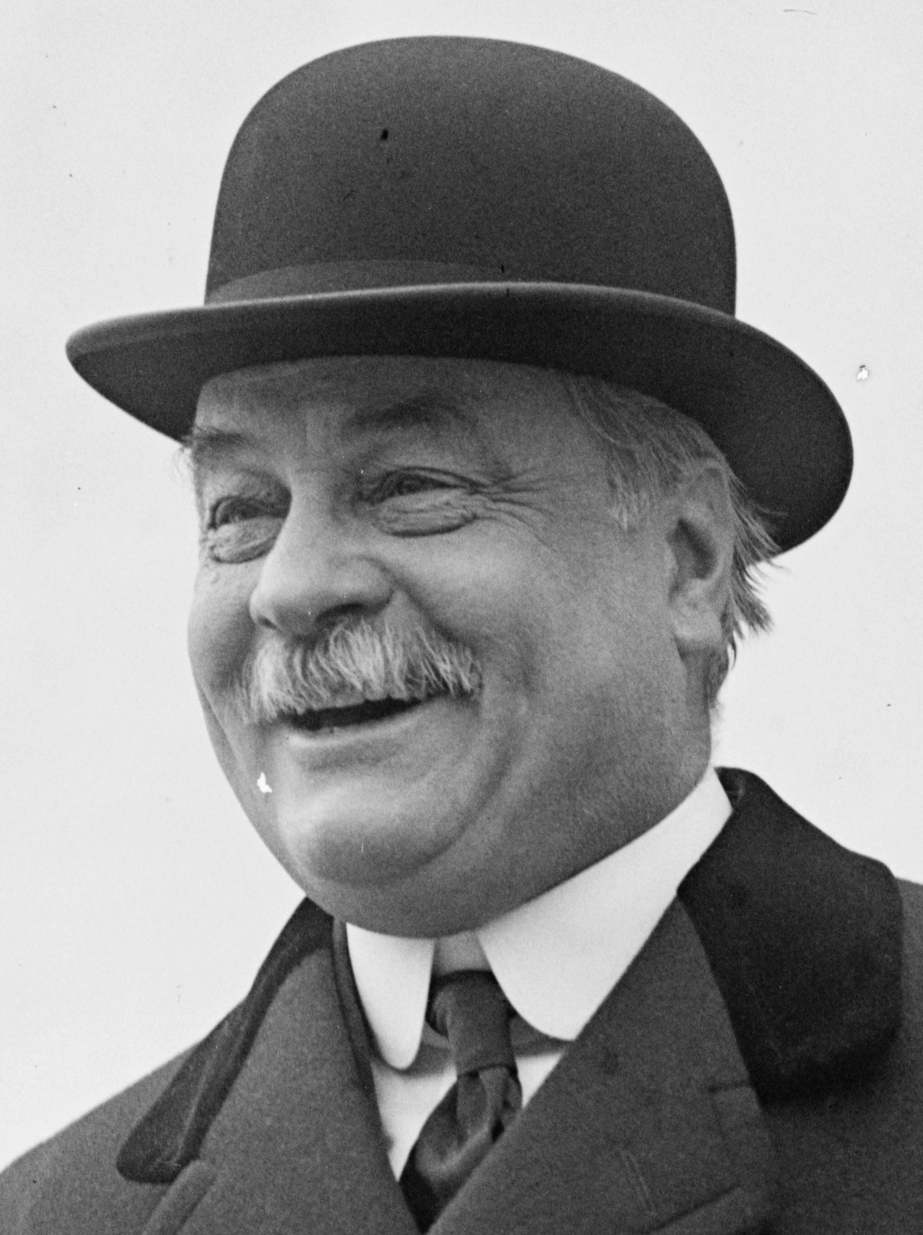
Nicholas Murray Butler (1924)

Nicholas Murray Butler (* 2. April 1862 in Elizabeth, New Jersey; † 7. Dezember 1947 in New York) war ein US-amerikanischer Philosoph und Publizist. Er bekam 1931 gemeinsam mit Jane Addams den Friedensnobelpreis für seinen Einsatz für den Briand-Kellogg-Pakt.

## Leben und Werk

### Ausbildung und universitäre Aktivität
Butler wurde 1862 in Elizabeth im Bundesstaat New Jersey als Sohn eines Industriellen geboren. Er studierte am Columbia College in New York City und schloss das Studium mit einer Arbeit über Immanuel Kant ab. 1884 erfolgte die Promotion als Philosoph und 1888 wurde er als Professor für Philosophie an das Columbia College berufen. 1893 übernahm er außerdem die Professur für Pädagogik und 1902 wurde er Präsident des College, welches er zur Columbia University umstrukturierte. Erst 1945 im Alter von 83 Jahren trat er als Präsident der Universität zurück; sein Nachfolger wurde Frank D. Fackenthal.

### Friedensarbeit
Butler arbeitete bereits sehr früh aktiv in der Friedensbewegung und setzte sich für die Völkerverständigung ein. Obwohl ihm mehrfach politische Ämter als Gouverneur, Botschafter und sogar Außenminister der USA angeboten wurden, lehnte er diese ab. 1907 gründete er die amerikanische Sektion des Komitees für die Verteidigung nationaler Interessen und internationaler Versöhnung, das der Franzose Paul Henri d’Estournelles de Constant gegründet hatte. Von 1907 bis 1912 beteiligte sich Butler an den Vorbereitungen zur Bildung des Internationalen Schiedsgerichtshofs in Den Haag 1921.
Im Jahr 1910 stellte der amerikanischen Industrielle Andrew Carnegie eine Stiftung von 10 Millionen Dollar für die Einrichtung der Carnegie-Stiftung für internationalen Frieden zur Verfügung, maßgeblich von Butler dazu gebracht. Diese Stiftung stellte in den Folgejahren einen der wichtigsten finanziellen Stützpfeiler der internationalen Friedensarbeit dar. Butler wurde Direktor der Stiftungsgesellschaft in Washington, D.C. und ab 1925 Präsident derselben. In seiner Funktion war er ein beliebter Ansprechpartner der US-Präsidenten, die ihn als externen Berater nutzten. Gelegentlich übernahm er auch diplomatische Funktionen, etwa ein Treffen mit dem sowjetischen Regierungschef Lenin und dem italienischen Staatschef Benito Mussolini. Dem nach dem Ersten Weltkrieg gegründeten Völkerbund stand Butler skeptisch gegenüber.
Die von Aristide Briand 1927 veröffentlichte Idee zur Ächtung des Krieges als politisches Mittel unterstützte Butler und er warb dafür in den USA. Auf diese Weise wurde er zu einem der wichtigsten Förderer des 1928 geschlossenen Briand-Kellogg-Paktes.

## Politik
Als Mitglied der Republikanischen Partei war Butler auch politisch tätig. Zwischen 1888 und 1936 nahm er an jeder Republican National Convention als Delegierter teil. Als US-Vizepräsident James S. Sherman acht Tage vor der Präsidentschaftswahl 1912 verstarb, an der er neben Präsident William Howard Taft wieder teilnehmen sollte, wurde Butler vom Republican National Committee als Ersatz nominiert. Allerdings wurde er nicht in das Amt des Vizepräsidenten gewählt, da Taft lediglich die Staaten Utah und Vermont gewinnen konnte, womit er lediglich auf dem dritten Platz hinter Woodrow Wilson und Theodore Roosevelt landete.
1916 setzte Butler sich für die Nominierung des früheren Außenministers Elihu Root als republikanischer Präsidentschaftskandidat ein, doch die Partei entschied sich für Charles Evans Hughes. Bei den Wahlen der Jahre 1920 und 1928 bewarb er sich selbst als Präsidentschaftskandidat, blieb dabei aber jeweils erfolglos.
1909 wurde er zum Mitglied der American Academy of Arts and Letters und 1938 der American Philosophical Society gewählt.